# Blížejov
Blížejov (en allemand : Blisowa) est une commune du district de Domažlice, dans la région de Plzeň, en République tchèque. Sa population s'élevait à 1 569 habitants en 2022.

## Géographie
Blížejov se trouve à 8 km au nord-est de Domažlice, à 39 km au sud-ouest de Plzeň et à 123 km à l'ouest-sud-ouest de Prague.
La commune est limitée par Horšovský Týn au nord, par Osvračín au nord-est, par Koloveč et Kanice à l'est, par Hradiště, Zahořany et Milavče au sud, et par Meclov à l'ouest.

## Histoire
La première mention écrite du village date de 1324.
Jusqu'à 1918, le village faisait partie de l'empire d'Autriche (Cisleithanie après le compromis de 1867), district de Horšovský Týn Bischofteinitz, un des 94 Bezirkshauptmannschaften en Bohême. Un bureau de poste a été ouvert en 1869.

## Galerie

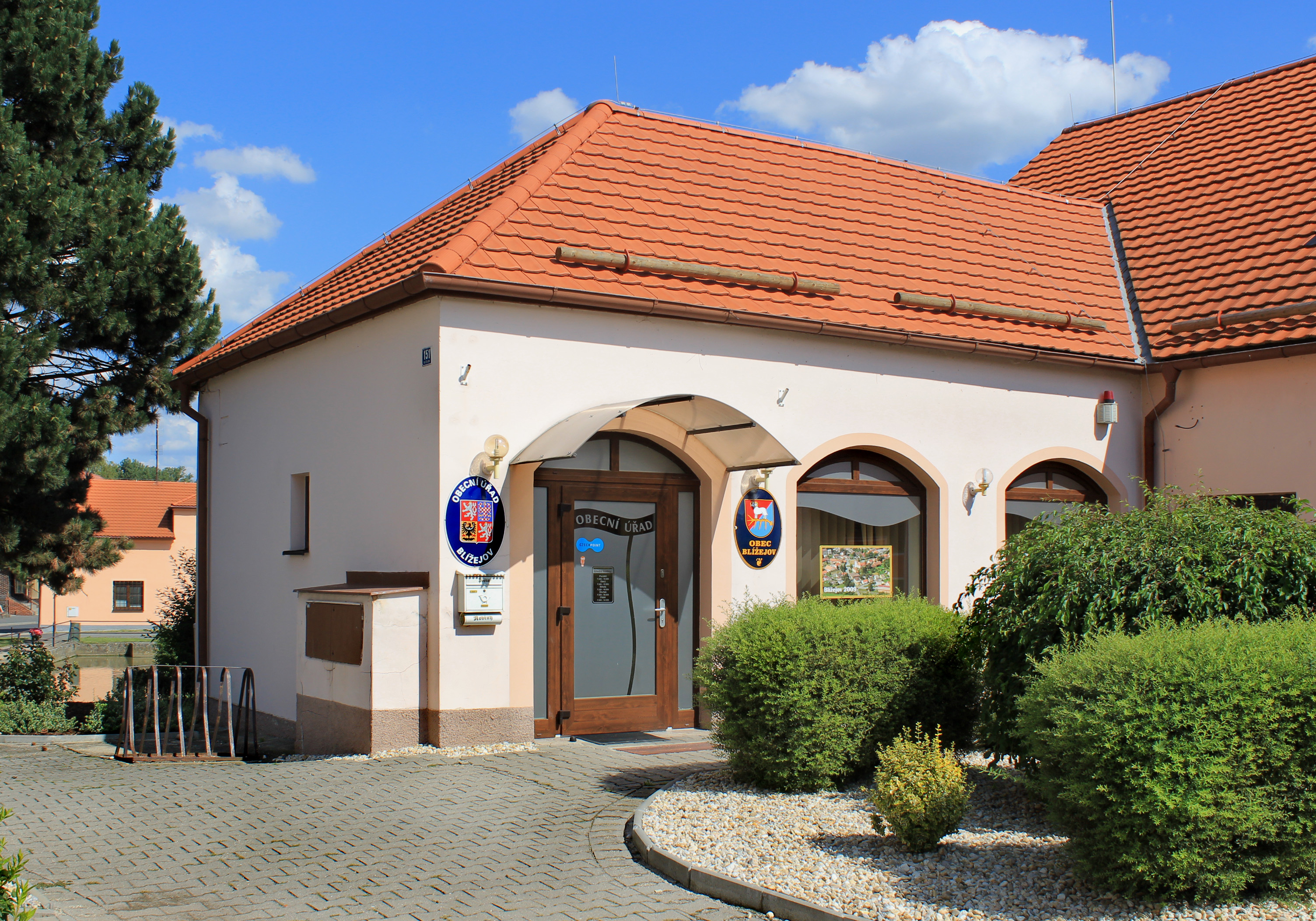
Blížejov : la mairie.
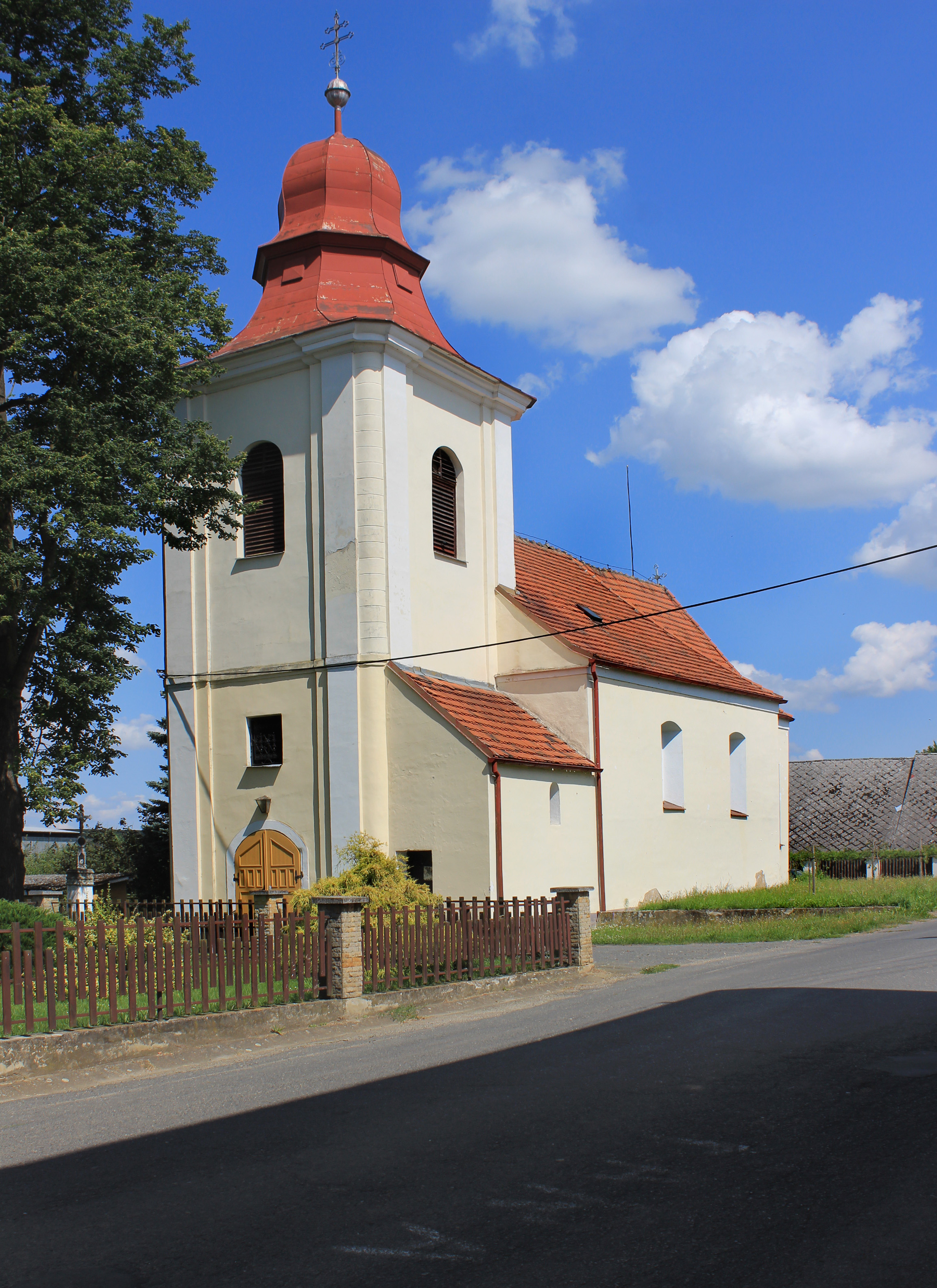
L'église de Lštění.
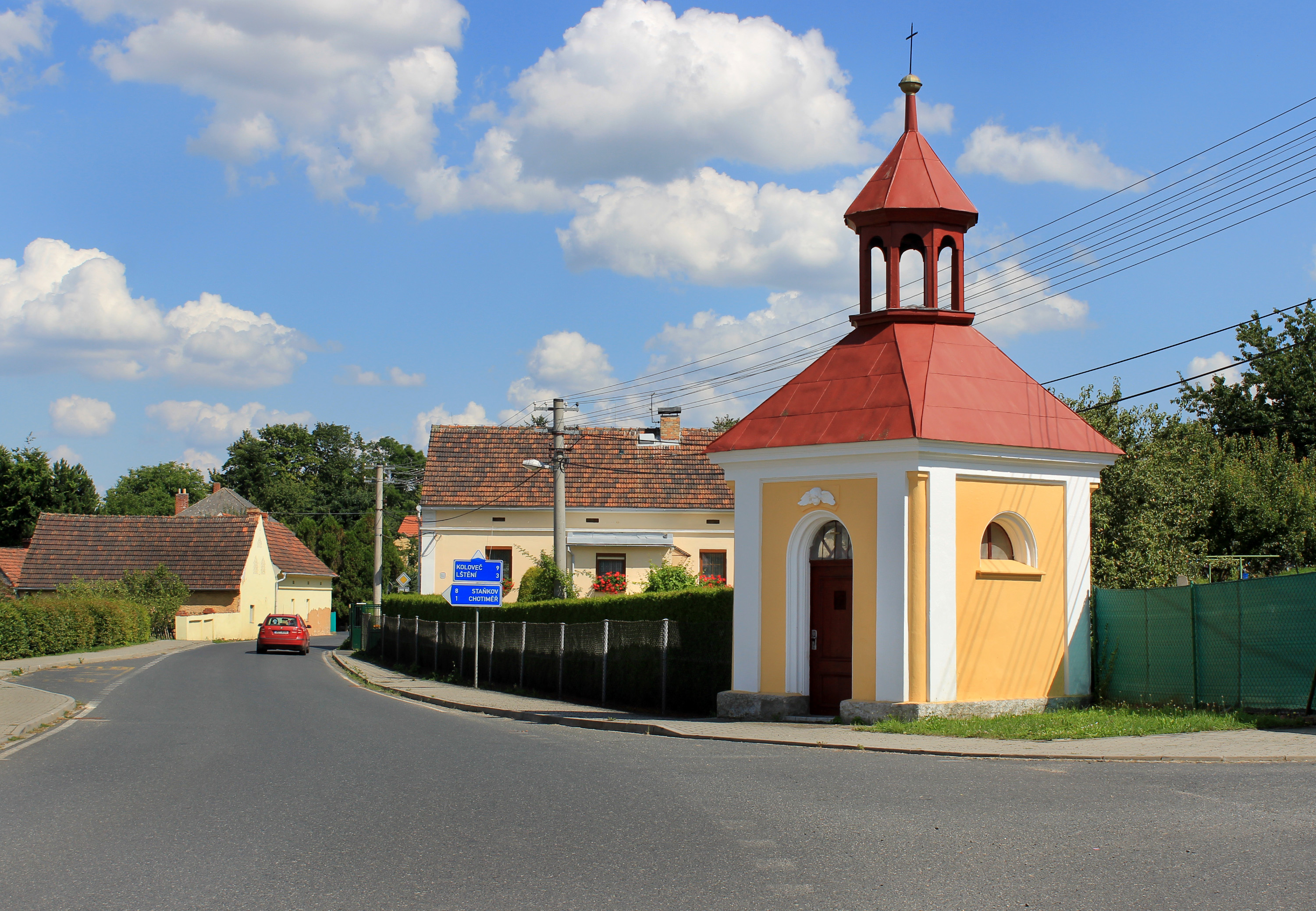
Chapelle à Přívozec.

## Administration
La commune se compose de huit sections :
- Blížejov
- Františkov
- Chotiměř
- Lštění
- Malonice
- Nahošice
- Přívozec
- Výrov

## Transports
Par la route, Blížejov se trouve à 10 km de Domažlice, à 44 km de Plzeň et à 137 km de Prague.